# Budashiri
Budashiri ou Buddhashiri (mongol : ᠪᠤᠳᠢᠰᠢᠷᠢ, Budashri, sinisé comme Putashali, 卜答失里) (née vers 1307 et décédée vers 1340) est une impératrice régente de la dynastie Yuan qui a régné entre 1332 et 1333. Elle est l'épouse de l'empereur mongol Tövtömör Khan.

## Biographie

### Impératrice de Yuan
Budashiri devient impératrice en 1328 lorsque son mari monte sur le trône pour la première fois. Au début de 1329, elle reçoit le sceau impérial.
Sous le règne de son mari, l'impératrice est chargée d'exiler Togoontomor à Goryeo, puis au Henan. Elle affirme qu'il n'est pas le véritable fils de Qutugku Khan (l'empereur Mingzong), le frère aîné de l'empereur. Durant l'exil de Togoontomor, Budashiri organise l'exécution de sa belle-mère, Babusha, qui l'accuse d'avoir fomenté le coup d'État contre son défunt mari.

### Régence
À la mort de Tövtömör Khan en 1332, et du fait de l'absence de successeur nommé, Budashiri devient régente. Budashiri ne nomme ni son propre fils El Tegüs au trône ni Togoontomor ; le deuxième fils de Kusala, Ningzong, âgé de six ans, est nommé comme empereur le 13 octobre 1332. L'impératrice le fait sous la pression du grand conseiller, El-Temür, qui refuse de permettre à Togoontomor d'accéder au trône car il était soupçonné d'avoir empoisonné son père. Un mois après avoir nommé Rinchinbal, Budashiri reçoit le grade d'impératrice douairière et est chargée d'assumer la régence. Deux mois (cinquante-trois jours) plus tard, le jeune empereur meurt.
El Temür insiste pour qu'elle installe El Tegüs sur le trône, mais l'impératrice refuse, soutenant qu'elle souhaite honorer le souhait de son défunt mari, et qu'El Tegüs est trop jeune pour régner. Au lieu de cela, elle nomme Togoontomor, âgé de treize ans, et l'installe comme empereur en 1333. En 1336, elle est élevée au rang de grande impératrice douairière.
Budashiri reste régente pendant plus de sept ans. Cependant, en 1340, lorsque l'empereur est devenu adulte, il prend le contrôle et lance une enquête sur les injustices subies par son père et sa belle-mère. Il souligne les divers torts que lui a infligés la grande impératrice douairière. En conséquence, en 1340, il ordonne que Budashiri soit dépouillée de tous ses titres et exilée dans la préfecture de Dong'an (la ville moderne de Langfang dans la province du Hebei), où elle est mise à mort. En représailles supplémentaires pour les difficultés qu'il avait rencontrées pendant son exil, Togoontomor banni El Tegüs, qui est tué peu de temps après. Budashiri a environ 33 ans à sa mort.

## Vie privée et famille
Budashiri est la fille du prince consort Diwabala, prince de Lu, et de la Xianggelaji. Elle fait partie du clan Khongirad.
Elle aurait eu au moins trois fils :
1. Aratnadara (mort 22 février 1331)[3]
2. Gunadara, rebaptisé plus tard El Tegüs (c. 1329 – c. 1340)
3. Baoning, rebaptisé plus tard Taipingna (mort jeune)

## Reconnaissance

### Dans l'art
Un portrait de l'impératrice Budashiri, aux côtés de l'impératrice Babusha, se trouve sur le Yamantaka. En face des deux impératrices se trouvent des portraits de Togoontomor et Kusala.

### Dans la culture populaire
- Interprété par Kim Seo-hyung dans la série télévisée MBC 2013-2014 Empress Ki.